# کلاترین
کلاترین (به انگلیسی: Clathrin)، پروتئینی است که نقش بسیاری در تشکیل وزیکول‌های روکش‌دار دارد. کلاترین نخستین بار توسط باربارا پیرز در سال ۱۹۷۶ جداسازی و نام‌گذاری شد. کلاترین به شکل تریسکلیون بوده که از سه زنجیره سنگین و سه زنجیره سبک تشکیل شده‌است. هنگامی که تریسکلیون‌ها با هم برهمکنش می‌کنند، شبکه‌ای چند وجهی ساخته که وزیکول‌ها را احاطه می‌کنند. از این رو نام این پروتئین را از واژه لاتین clathrum به معنای شبکه برگرفته‌اند. از کت-پروتئین‌هایی همچون کلاترین‌ها، جهت ساخت وزیکول‌های کوچک برای انتقال مولکول‌ها به داخل سلول استفاده می‌گردد. اندوسیتوز و اگزوسیتوز وزیکول‌ها، به سلول‌ها امکان انجام این موارد را می‌دهند: ارتباط با یکدیگر، جابه‌جایی مواد مغذی، وارد کردن گیرنده‌های پیام، وساطت در پاسخ ایمنی پس از نمونه برداری از جهان برون‌سلولی، و پاکسازی مواد زائد سلولی باقیمانده از التهاب بافتی. ویروس‌ها و سایر عوامل بیماری‌زا ممکن است کنترل مسیر درون سلولی را جهت ورود به سلول طی دوره عفونت در دست گیرند.